# Heinz Bauer (matemático)
Heinz Bauer (Nuremberg, 31 de janeiro de 1928 — Erlangen, 15 de agosto de 2002) foi um matemático alemão.
Bauer estudou na Universidade de Erlangen-Nuremberg, onde obteve um doutorado em 1953, orientado por Otto Haupt, com quem finalizou sua habilitação em 1956. De 1961 a 1965 foi professor da Universidade de Hamburgo, sendo depois durante toda sua carreira professor da Universidade de Erlangen-Nuremberg.
Sua área de pesquisa concentrou-se em teoria do potencial, teoria das probabilidades e análise funcional.
Bauer recebeu o Prêmio Chauvenet de 1980. Foi eleito membro da Academia Leopoldina em 1986.